# Connaissance du domaine maritime
La connaissance du domaine maritime (Maritime Domain Awareness) est définie par l'Organisation maritime internationale comme la compréhension poussée d'une chose associée au domaine maritime pouvant affecter la sûreté, la sécurité, l'économie ou l'environnement.
Le domaine maritime est défini comme toutes les zones et choses de, sur, sous, en relation avec, adjacent, à une mer, un océan ou toute autre voie navigable, ceci incluant toutes les activités en relation avec le domaine maritime, les infrastructures, les gens, le transport de marchandises ainsi que les navires. 

## États-Unis
Aux États-Unis, le Secrétaire de la Marine est la personne du département de la défense chargée de la connaissance du domaine maritime. 
Dans le secteur privé, la Mariner Group's CommandeBridge plateforme est le leader du marché dans tous les systèmes de connaissance du domaine maritime.

## Canada
En 2004, à la suite de l'adoption de la National Security Policy, des centres de sûreté des opérations maritimes ont été créés, ils sont notamment responsables de la coordination dans la réponse en cas de menace contre la sûreté maritime. Trois centres ont ainsi été créés.

## Union européenne
En 2008, l'Union européenne a pris la décision d'améliorer l'intégration et l'interopérabilité entre ses différents États membres dans le domaine de la sécurité, de la sûreté, du contrôle aux frontières, du la protection de l'environnement, du contrôle des pêches et de la souveraineté dans le but de créer une structure commune d'échange d'informations concernant le domaine maritime européen.

## Philippines
Aux Philippines, le système national de surveillance des côtes a dans un premier temps été créé dans le but d'augmenter la connaissance du domaine maritime dans la mer de Sulu et Celebes, la surveillance a toutefois été étendue à toutes les eaux territoriales.

## Afrique Du Sud
En Mars 2012, la Marine Sud-Africaine a annoncé la mise en place de deux centres de surveillance maritime, le premier à Le Cap pour la côte Ouest, le second à Durban pour la côte Est.